# Renton
Renton és una població dels Estats Units a l'estat de Washington. Segons el cens del 2010 tenia 86.230 habitants.

## Demografia
Segons el cens del 2000, Renton tenia 50.052 habitants, 21.708 habitatges, i 12.243 famílies. La densitat de població era de 1.134,8 habitants per km².
Dels 21.708 habitatges en un 26,8% hi vivien nens de menys de 18 anys, en un 40,9% hi vivien parelles casades, en un 10,8% dones solteres, i en un 43,6% no eren unitats familiars. En el 34% dels habitatges hi vivien persones soles el 8,1% de les quals corresponia a persones de 65 anys o més que vivien soles. El nombre mitjà de persones vivint en cada habitatge era de 2,29 i el nombre mitjà de persones que vivien en cada família era de 2,96.
Per edats la població es repartia de la següent manera: un 21,8% tenia menys de 18 anys, un 10,2% entre 18 i 24, un 36,9% entre 25 i 44, un 20,8% de 45 a 60 i un 10,2% 65 anys o més.
L'edat mediana era de 34 anys. Per cada 100 dones de 18 o més anys hi havia 96,9 homes.
La renda mediana per habitatge era de 45.820 $ i la renda mediana per família de 55.747 $. Els homes tenien una renda mediana de 40.765 $ mentre que les dones 31.543 $. La renda per capita de la població era de 24.346 $. Aproximadament el 7% de les famílies i el 9,7% de la població estaven per davall del llindar de pobresa.

## Poblacions més properes
El següent diagrama mostra les poblacions més properes.